# André Campra

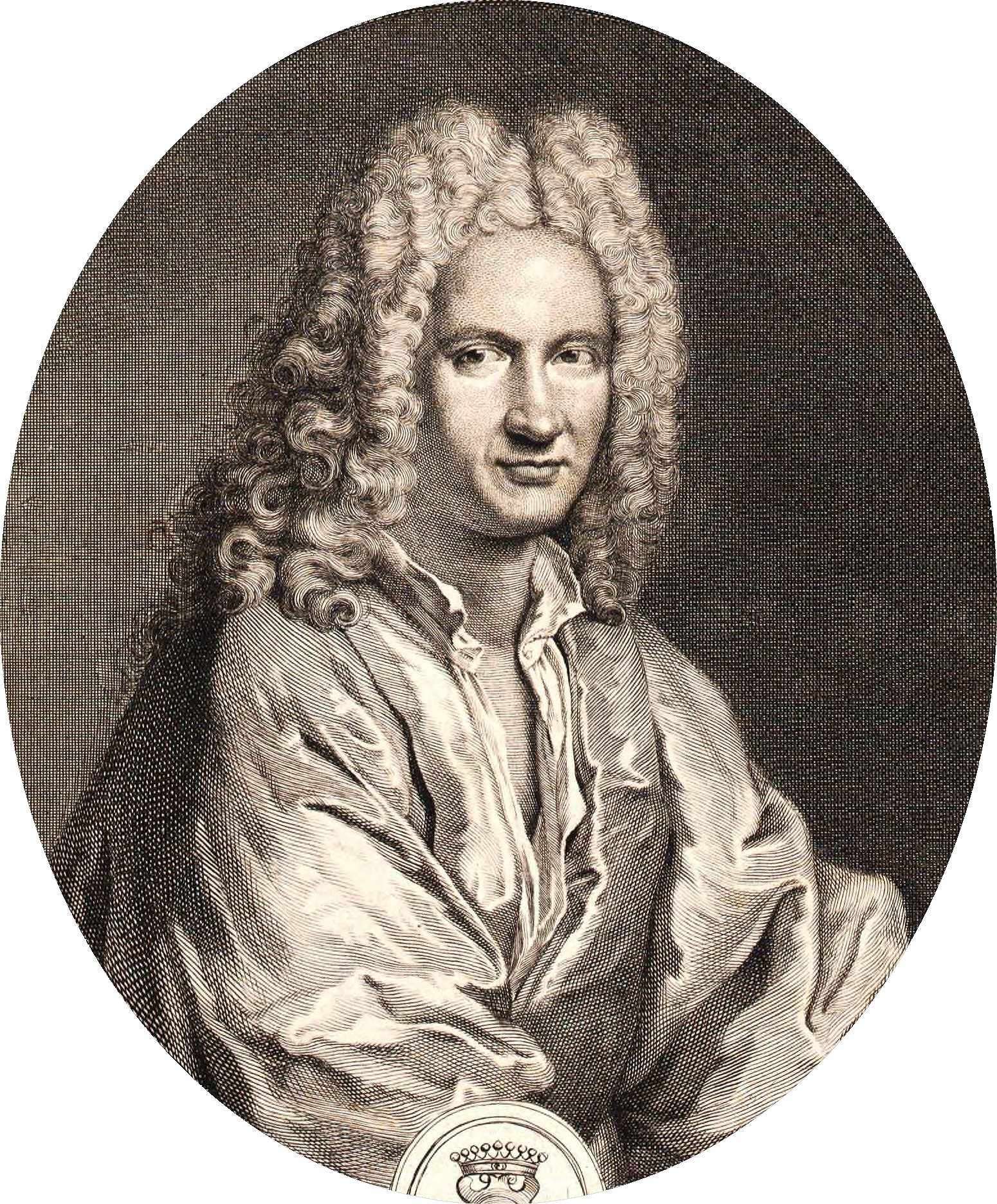
André Campra

André Campra, född 4 december 1660 och död 29 juni 1744, var en fransk tonsättare.
Campra var kyrkomusiker i Toulon och Toulouse, från 1722 operakapellmästare i Paris. Campra har skrivit operorna Idoménée, L'Europe galante, Tancrède, Iphigénie en Tauride, Télémaque, Les Fêtes vénitiennes  med flera.